# محمد البدوي المرزوقي
محمد البدوي المرزوقي (ولد في بدوز سنة 1912 وتوفي سنة 1987) هو سياسي وصحفي ومحامي وهو أيضا والد الرئيس التونسي السابق منصف المرزوقي والسياسي محمد علي البدوي كان من مؤيدي الحركة اليوسفية لصالح بن يوسف ونفي بأمر رئيس الجمهورية الحبيب بورقيبة
بدأ مهنته كصحفي ومحامي وشارك عدة مرات في مقابلات مع الزعيم صالح بن يوسف لما جعله لاحقا مؤيديه بالانضمام إليه
تزوج محمد المرزوقي عدة زوجات منهن زوجتان مغربيتان
توفي سنة 1987 بالسكتة القلبية ودفن في المغرب